# 그레나다 전투
그레나다 전투(영어: Battle of Grenada)는 1779년 7월 6일 미국 독립 전쟁 중 서인도 제도의 그레나다 해안에서 영국 영국 왕립 해군과 프랑스 해군 사이에 벌어진 전투이다. 존 바이런 제독(바이런 경의 할아버지)이 이끄는 영국 함대는 샤를 앙리 데스탱 휘하의 프랑스군에게 막 점령당한 그레나다를 구원하기 위해 항해했다.
바이런은 자신이 수적으로 우위에 있다고 잘못 믿고, 프랑스군이 그레나다 정박지를 떠날 때 공격하기 위해 총력전을 명령했다. 무질서한 공격과 프랑스 해군의 수적 우위로 인해 바이런 함대는 교전에서 심하게 손상되었지만 양측 모두 함선 손실은 없었다. 해군 역사가인 앨프리드 세이어 머핸은 이 전투를 "영국 해군이 1690년 비치 헤드 전투 이후 겪은 가장 재앙적인... 전투"라고 묘사했다.

## 배경
1778년 초 프랑스가 미국 독립 전쟁에 미국 동맹국으로 참전한 후, 프랑스 제독 샤를 앙리 데스탱은 1778년 12월 초 12척의 전열함과 여러 척의 소형 선박으로 구성된 함대를 이끌고 서인도 제도에 도착했다. 거의 동시에 윌리엄 호덤 제독이 이끄는 영국 함대도 도착하여 새뮤얼 배링턴 제독의 함대를 증강했다. 영국군은 이후 데스탱의 구원 시도에도 불구하고 프랑스령 세인트루시아를 점령했다. 영국군은 세인트루시아를 이용하여 데스탱의 본부가 있는 마르티니크의 주요 프랑스 기지를 감시했다.
영국 함대는 1779년 1월 존 바이런 제독이 이끄는 10척의 전열함으로 더욱 강화되었고, 바이런은 영국 리워드 제도 기지의 지휘를 맡았다. 1779년 상반기 내내 양측 함대는 추가 증원을 받았고, 이후 프랑스 함대가 영국 함대보다 약간 우위에 서게 되었다. 또한 바이런은 6월 6일 세인트루시아를 떠나 유럽으로 가는 호송선을 위해 세인트키츠섬에 집결하는 영국 상선에 대한 호송 서비스를 제공했으며, 이로써 데스탱은 자유롭게 작전을 수행할 수 있게 되었다. 데스탱과 부이예 후작은 이 기회를 포착하여 인근 영국령 영토에 대한 일련의 작전을 시작했다.
그들의 첫 목표인 세인트 빈센트 섬은 6월 18일에 함락되었고, 데스탱은 다른 섬들로 눈을 돌렸다. 그는 영국의 주요 거점인 바베이도스를 점령하려 했으나, 동쪽 무역풍에 맞서 진전이 없자 대신 그레나다로 눈을 돌렸다. 프랑스 함대는 7월 2일 그레나다 연안에 도착하여 7월 3일 늦게부터 주요 방어선을 공격했다. 항복 조건은 7월 4일에 합의되었다. 도중에 프랑스 함대는 슈발리에 드 몽토가 지휘하는 50문 대포 피에르 로드리그와 호송선을 만났다. 피에르 로드리그는 피에르 보마르셰 소유의 사략선이었다. 프랑스 함대는 피에르 로드리그를 나포하여 프랑스 전열에 합류시켰다.
바이런은 세인트 빈센트에서 프랑스군의 행동에 대해 경고를 받았고, 이를 재탈환하기 위해 병력을 이끌고 항해 중이었다. 프랑스군이 그레나다에 있다는 소식이 전해지자 그는 즉시 진로를 변경하여 그들을 만나러 갔다. 영국 함대는 전열함 21척과 프리깃 1척으로 구성되었다. 그는 병력 수송선을 호위하고 있었고 프리깃함이 부족했기 때문에 3척의 전열함이 수송선 호위 임무를 맡았다. 데스탱은 7월 5일 바이런의 접근에 대한 경고를 받았고, 즉시 대부분의 병력을 재탑승시켰다. 그의 함대는 전열함 25척과 다수의 프리깃함 및 소형 선박으로 구성되었다. 바이런은 데스탱이 유럽에서 투생 기욤 피케 드 라 모트가 이끄는 함대로 증원된 사실을 알지 못했다.

## 전투

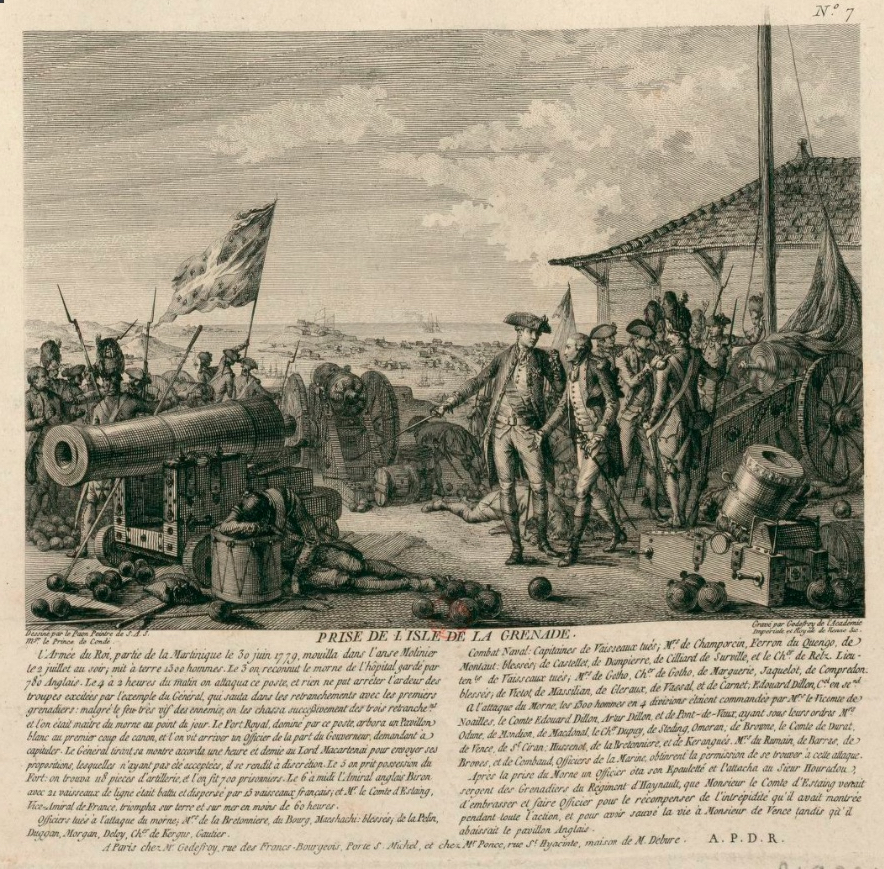
데스탱 부대의 그레나다 점령

프랑스군은 섬 남서쪽의 세인트조지스 해안에 정박해 있었고, 영국군은 밤중에 접근했다. 영국 함대가 발견되자 데스탱은 오전 4시에 닻을 올리고 함선들에게 속도 순서대로(즉, 통상적인 항해 순서를 무시하고) 단종진을 형성하여 대체로 북쪽으로 향하라고 명령했다. 이는 각 함선이 정박지에서 벗어나면서 프랑스 함대의 실제 전력을 가렸다. 자신의 전력이 우세하다고 믿은 바이런은 북동쪽에서 정박지에 접근하며 총력전을 명령했다.
바이런이 마침내 프랑스군의 전체 전력을 알게 되자, 그는 전열을 재정비하려고 시도했다. 그 결과 영국군의 공격은 무질서하고 혼란스러웠다. Fame, Lion 및 다른 두 척의 함선은 본대와 분리되어 심하게 손상되었다. 라이언은 나포를 피하기 위해 바람을 등지고 자메이카로 도주해야 했다. 프랑스군은 함선을 한 척도 잃지 않고 결국 철수했다. 영국군은 전사 183명, 부상 346명의 사상자를 냈다. 페임은 전사 4명, 부상 9명이었다. 프랑스군은 전사 190명, 부상 759명의 사상자를 냈다.

## 여파
데스탱은 수리를 위해 그레나다로 돌아갔고, 바이런도 마찬가지로 세인트키츠로 향했다. 프랑스 제독은 자신의 우월한 전력을 활용하여 서인도 제도에서 추가 공격을 감행하지 못했다. 바이런은 8월에 귀국했다. 데스탱은 9월에 미국인들과 함께 서배너 공격에 실패한 후 유럽으로 돌아갔다.
이 전투는 당시 22세였던 오노레 조제프 앙투안 강템이 프랑스 해군에서 경력을 쌓는 발판이 되었다. 그는 피에르 로드리그의 보조 장교로 복무했으며, 결국 해군중장으로 진급했다.

## 전투 서열

### 프랑스 함대
| 데스탱 함대                                   | 데스탱 함대        | 데스탱 함대                                                                       | 데스탱 함대                                 | 데스탱 함대        | 데스탱 함대        | 데스탱 함대                                           | 데스탱 함대        |
| 사단                                          | 함선               | 유형                                                                              | 지휘관                                      | 사상자             | 사상자             | 사상자                                                | 비고               |
| 사단                                          | 함선               | 유형                                                                              | 지휘관                                      | 전사               | 부상               | 합계                                                  | 비고               |
| 백청색 사단 (선봉)                            | 백청색 사단 (선봉) | 백청색 사단 (선봉)                                                                | 백청색 사단 (선봉)                          | 백청색 사단 (선봉) | 백청색 사단 (선봉) | 백청색 사단 (선봉)                                    | 백청색 사단 (선봉) |
| --------------------------------------------- | ------------------ | --------------------------------------------------------------------------------- | ------------------------------------------- | ------------------ | ------------------ | ----------------------------------------------------- | ------------------ |
|                                               | 젤레               | 74                                                                                | 자크 멜키오르 생로랑, 바라 백작 함장        |                    |                    |                                                       |                    |
| 판타스크                                      | 64                 | 피에르 앙드레 드 쉬프렌 함장                                                      | 22                                          | 43                 | 65                 | 일등항해사 캉프르동 전사.                             |                    |
|                                               | 마니피크           | 74                                                                                | 프랑수아루이 드 브라크 함장                 |                    |                    |                                                       |                    |
| 토낭                                          | 80                 | 중장 피에르 클로드 오드노 드 브뢰뇽 폴 자크 드 브뤼에르 샬라브 함장               |                                             |                    |                    | 사단 및 함대 기함                                     |                    |
| 프로텍퇴르                                    | 74                 | 에티엔 드 그라스 리메르몽 함장                                                    |                                             |                    |                    |                                                       |                    |
|                                               | 피에르             | 74                                                                                | 장바티스트 튀르팽 뒤 브뢰이 함장            |                    |                    |                                                       |                    |
| 프로방스                                      | 64                 | 빅토르루이 데스미셸 드 샹포르생 † 함장                                            |                                             |                    |                    | 조제프프랑수아펠릭스 가르니에 드 생앙토냉 지휘권 승계 |                    |
| 백색 사단 (중앙)                              |                    |                                                                                   |                                             |                    |                    |                                                       |                    |
|                                               | Fendant            | 74                                                                                | 루이 필리프 드 리고, 보드레이유 후작 함장   |                    |                    |                                                       |                    |
| Artésien                                      | 64                 | 앙투안 드 토마생 드 페니에 함장                                                   |                                             |                    |                    |                                                       |                    |
| 피에르-로드리그                               | 50                 | 몽토 함장 †                                                                       |                                             |                    |                    |                                                       |                    |
|                                               | 헥토르             | 74                                                                                | 피에르 드 모리에 카스텔레 함장              |                    |                    |                                                       |                    |
| 랑그도크                                      | 80                 | 부제독 샤를 앙리 데스탱 앙리루이 드 불랭빌리에르 드 크루아 함장                   |                                             |                    |                    | 사단, 함대 및 함대 기함                               |                    |
| 로부스테                                      | 74                 | 함대장 프랑수아 조제프 폴 드 그라스                                               |                                             |                    |                    |                                                       |                    |
|                                               | 바리앙             | 64                                                                                | 조제프 베르나르 드 샤베르 코골랭 함장       |                    |                    |                                                       |                    |
| 사지테르                                      | 50                 | 프랑수아 엑토르 달베르 드 리옹 함장                                               |                                             |                    |                    |                                                       |                    |
| 게리에르                                      | 74                 | 루이 앙투안 드 부갱빌 함장                                                        |                                             |                    |                    |                                                       |                    |
| 청색 사단 (후방)                              |                    |                                                                                   |                                             |                    |                    |                                                       |                    |
|                                               | 스핑크스           | 64                                                                                | 클로드 르네 파리 드 술랑주 함장             |                    |                    |                                                       |                    |
| 디아뎀                                        | 74                 | 샤를 피코 드 담피에르 (WIA) 함장                                                  |                                             |                    |                    |                                                       |                    |
| Amphion                                       | 50                 | 페롱 드 캥고 함장 †                                                               |                                             |                    |                    |                                                       |                    |
|                                               | 마르세예           | 74                                                                                | 루이 아르망 드 라 푸아프 드 베르트리외 함장 |                    |                    |                                                       |                    |
| 세자르                                        | 74                 | 함대장 장 조제프 드 라펠리 드 브로베 장 바티스트 드 모리에 드 카스텔레 (WIA) 함장 |                                             |                    |                    | 사단 및 함대 기함                                     |                    |
| Vengeur                                       | 64                 | 장 조르주 뒤 크루아제 드 레츠 (WIA) 함장                                          |                                             |                    |                    |                                                       |                    |
|                                               | Réfléchi           | 64                                                                                | 아르망 프랑수아 실라르 드 쉬빌 (WIA) 함장   |                    |                    |                                                       |                    |
| 아니발                                        | 74                 | 함대장 투생 기욤 피케 드 라 모트                                                  | 59                                          | 90                 | 149                |                                                       |                    |
| 정찰 및 신호                                  |                    |                                                                                   |                                             |                    |                    |                                                       |                    |
|                                               | 알크멘             | 26                                                                                | 피에르 르네 베닌 메리아데크 드 본발 함장    |                    |                    |                                                       |                    |
| 에마블                                        | 26                 | 앙투안 스타니슬라스 드 퀴리에르 드 카스텔노 생 코슴 생트 에랄리 함장              |                                             |                    |                    |                                                       |                    |
| 총 사상자: 전사 173명, 부상 773명, 합계 949명 |                    |                                                                                   |                                             |                    |                    |                                                       |                    |

### 영국 함대
| 바이런 함대                                | 바이런 함대 | 바이런 함대                                    | 바이런 함대 | 바이런 함대 | 바이런 함대 | 바이런 함대 | 바이런 함대 |
| 함선                                       | 함포        | 지휘관                                         | 사상자      | 사상자      | 사상자      | 비고        |             |
| 함선                                       | 함포        | 지휘관                                         | 전사        | 부상        | 합계        | 비고        |             |
| 선봉                                       | 선봉        | 선봉                                           | 선봉        | 선봉        | 선봉        | 선봉        | 선봉        |
| ------------------------------------------ | ----------- | ---------------------------------------------- | ----------- | ----------- | ----------- | ----------- | ----------- |
| Suffolk                                    | 74          | 해군소장 조슈아 롤리 휴 클로베리 크리스천 함장 | 7           | 25          | 32          |             |             |
| Boyne                                      | 70          | 허버트 소여 함장                               | 12          | 30          | 42          |             |             |
| Royal Oak                                  | 74          | 토머스 피츠허버트 함장                         | 4           | 12          | 16          |             |             |
| Prince of Wales                            | 74          | 부제독 새뮤얼 배링턴 벤저민 힐 함장            | 26          | 46          | 72          |             |             |
| Magnificent                                | 74          | 존 엘핀스톤 함장                               | 8           | 11          | 19          |             |             |
| Trident                                    | 64          | 앤서니 제임스 파이 몰로이 함장                 | 3           | 6           | 9           |             |             |
| Medway                                     | 60          | 윌리엄 애프렉 함장                             | 0           | 4           | 4           |             |             |
| 중앙                                       |             |                                                |             |             |             |             |             |
| Fame                                       | 74          | 존 버차트 함장                                 | 4           | 9           | 13          |             |             |
| Nonsuch                                    | 64          | 월터 그리피스 함장                             | 0           | 0           | 0           |             |             |
| Sultan                                     | 74          | 앨런 가드너 함장                               | 16          | 39          | 55          |             |             |
| Princess Royal                             | 90          | 부제독 존 바이런 윌리엄 블레어 함장            | 3           | 6           | 9           | 함대 기함   |             |
| Albion                                     | 74          | 조지 보이어 함장                               | 0           | 2           | 2           |             |             |
| Stirling Castle                            | 64          | 로버트 카켓 함장                               | 2           | 6           | 8           |             |             |
| Elizabeth                                  | 74          | 윌리엄 트러스콧 함장                           | 1           | 2           | 3           |             |             |
| 후방                                       |             |                                                |             |             |             |             |             |
| Yarmouth                                   | 64          | 내서니얼 베이트먼 함장                         | 0           | 0           | 0           |             |             |
| Lion                                       | 64          | 윌리엄 콘월리스 함장                           | 21          | 30          | 51          |             |             |
| Vigilant                                   | 64          | 디그비 덴트 경 함장                            | 0           | 0           | 0           |             |             |
| Conqueror                                  | 74          | 해군소장 하이드 파커 해리 하무드 함장          | 0           | 0           | 0           |             |             |
| Cornwall                                   | 74          | 티머시 에드워즈 함장                           | 16          | 27          | 43          |             |             |
| Monmouth                                   | 64          | 로버트 팬쇼 함장                               | 25          | 28          | 53          |             |             |
| Grafton                                    | 74          | 토머스 콜링우드 함장                           | 35          | 63          | 98          |             |             |
| 정찰 및 신호                               |             |                                                |             |             |             |             |             |
| Ariadne                                    | 20          | 토머스 프링글 함장                             | 0           | 0           | 0           |             |             |
| 사상자: 전사 183명, 부상 346명, 합계 529명 |             |                                                |             |             |             |             |             |

## 참고 문헌
- Allen, Joseph (1852). 《Battles of the British Navy》 I. London.
- Balch, Thomas (1972). 《The French in America During the War of Independence of the United States, 1777-1783》 1. Oxford: Ardent Media. ISBN 9781330881637. OCLC 982878912.
- Beatson, Robert (1804). 《Naval and Military Memoirs of Great Britain from 1727 to 1783》 VI. London.
- Contenson, Ludovic (1934). 《La Société des Cincinnati de France et la guerre d'Amérique (1778-1783)》. Paris: éditions Auguste Picard. OCLC 7842336.
- Castex, Jean-Claude (2004). 《Dictionnaire des batailles navales franco-anglaises》. Presses Université Laval. ISBN 978-2-7637-8061-0.
- Clowes, William Laird (1898). 《The Royal Navy, A History From the Earliest Times to the Present》 3. London: Sampson Low, Marston and Company.
- Colomb, Philip (1895). 《Naval Warfare, its Ruling Principles and Practice Historically Treated》. London: W. H. Allen. OCLC 2863262.
- Humble, Richard (2019). 《Napoleon's Admirals: Flag Officers of the Arc de Triomphe, 1789-1815》. Oxford: Philadelphia Casemate. ISBN 9781612008080. OCLC 1146049972.
- Lacour-Gayet, Georges (1905). 《La marine militaire de la France sous le règne de Louis XVI》. Paris: Honoré Champion. OCLC 763372623.
- Mahan, Alfred Thayer (1898). 《Major Operations of the Royal Navy, 1762–1783: Being Chapter XXXI in The Royal Navy. A History》. Boston: Little, Brown. OCLC 46778589.
- Taillemite, Étienne (2002). 《Dictionnaire des Marins français》. Tallandier. ISBN 2-84734-008-4. OCLC 606770323.
- Troude, Onésime-Joachim (1867). 《Batailles navales de la France》 (프랑스어) 2. Challamel ainé. OCLC 836362484.
- White, Thomas (1830). 《Naval Researches or a candid inquiry into the conduct of admirals Byron, Graves, Hood, and Rodney, in the actions off Grenada, Chesapeake, St. Christopher's, and of the ninth and twelfth of April 1782》. London: Whittaker, Treacher, and Arnott. OCLC 718064199.